# Beilstein (Württemberg)
Beilstein ist eine Kleinstadt im Landkreis Heilbronn, gelegen am Fuß der Löwensteiner Berge. Sie gehört zur Region Heilbronn-Franken (bis 20. Mai 2003 Region Franken) und zur Randzone der europäischen Metropolregion Stuttgart.

## Geographie

### Geographische Lage
Beilstein liegt im Süden des Landkreises Heilbronn. Es hat Anteil an den Naturräumen Schwäbisch-Fränkische Waldberge und Neckarbecken. Der Ort wird vom Söhlbach durchflossen, einem Zufluss der Bottwar. Obwohl Beilstein nicht an der Bottwar selbst liegt, die das Gemeindegebiet nur am Rande berührt, wird Beilstein meistens dem Bottwartal zugerechnet. Die Gemarkung mit den Teilorten umfasst auch wesentliche Teile der Löwensteiner Berge und reicht im Osten bis an die „Spiegelberger“ Lauter.

### Nachbargemeinden
Nachbarstädte und -gemeinden Beilsteins sind (im Uhrzeigersinn, beginnend im Süden): Oberstenfeld, Großbottwar (beide Landkreis Ludwigsburg), Ilsfeld, Abstatt, Lauffen am Neckar (Exklave Stadtwald Etzlenswenden), Löwenstein, Wüstenrot (alle Landkreis Heilbronn) und Spiegelberg (Rems-Murr-Kreis). Der Teilort Farnersberg liegt als Exklave zwischen Untergruppenbach im Norden und der Lauffener Exklave Stadtwald Etzlenswenden im Süden. Zusammen mit Abstatt, Ilsfeld und Untergruppenbach bildet Beilstein den Gemeindeverwaltungsverband Schozach-Bottwartal mit Sitz in Ilsfeld.

### Stadtgliederung
Zu Beilstein gehören außer Beilstein selbst noch der Stadtteil Hohenbeilstein sowie der Stadtteil (ehemals selbstständige Gemeinde) Schmidhausen. Etzlenswenden, Farnersberg und Stocksberg sind zu Beilstein gehörige Weiler und ehemalige Teilgemeinden, die zum 1. April 1931 als solche aufgehoben wurden. Nicht zu Beilstein (sondern zur Nachbarstadt Löwenstein) gehört die Kuppe des 538,9 m hohen Stocksberg mit dem Stocksberger Jagdhaus, anders als der gleichnamige Weiler an seinem Nord- und Osthang. Ebenfalls zu Beilstein gehören der Weiler Söhlbach, der Hof Obere Ölmühle und die Wohnplätze Steinberg und Untere Ölmühle. Zu Schmidhausen gehören die Weiler Billensbach, Gagernberg, Jettenbach, Kaisersbach, Klingen und Maad sowie die Wohnplätze Am Mühlberg und Neumühle. Der abgegangene, also nicht mehr bestehende Ort Herlenweiler befand sich auf Markung Schmidhausen.

### Flächenaufteilung
Nach Daten des Statistischen Landesamtes, Stand 2014.

## Geschichte

### Stadtgründung im Hochmittelalter

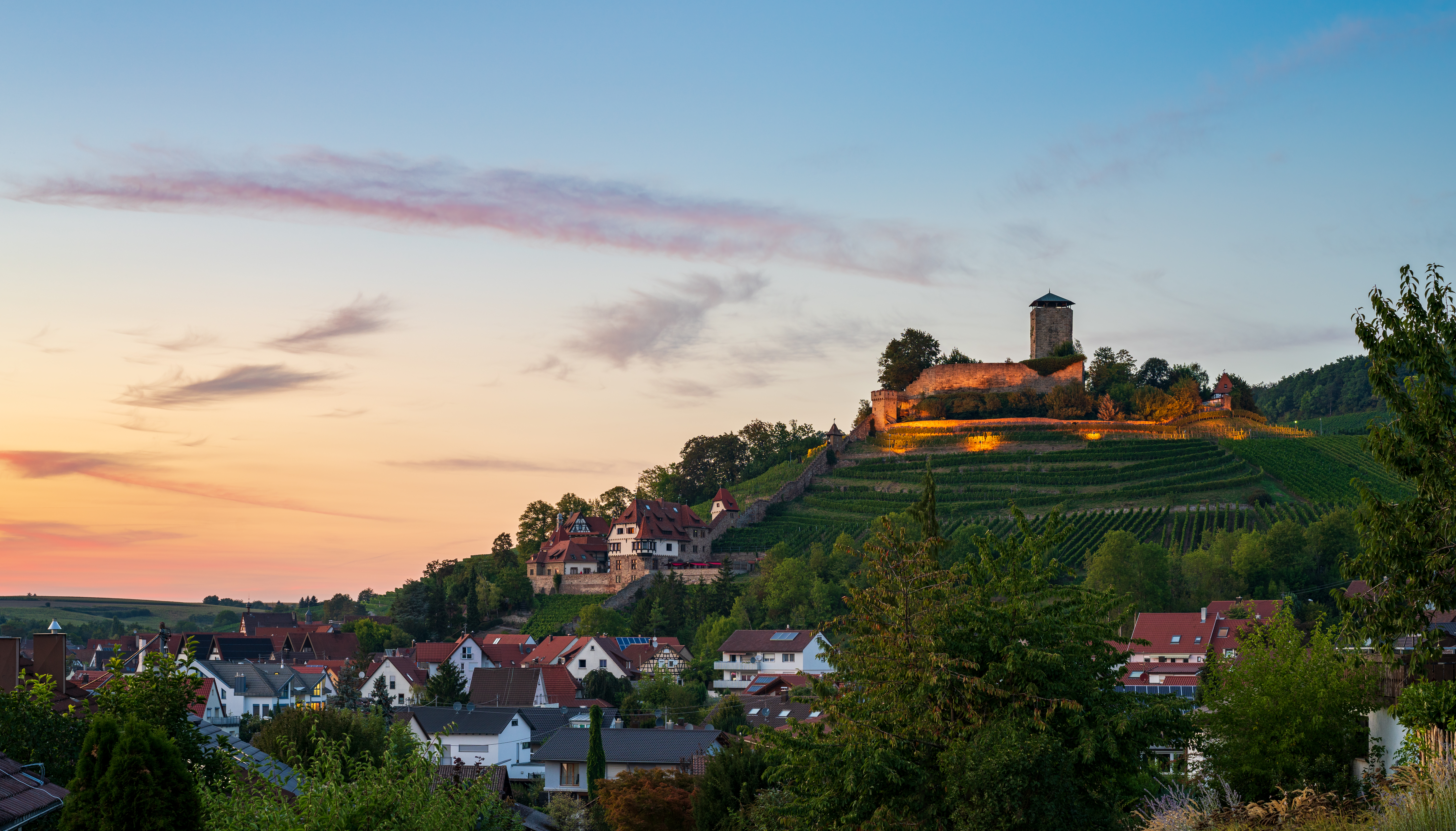
Blick auf Beilstein und die Burg Hohenbeilstein

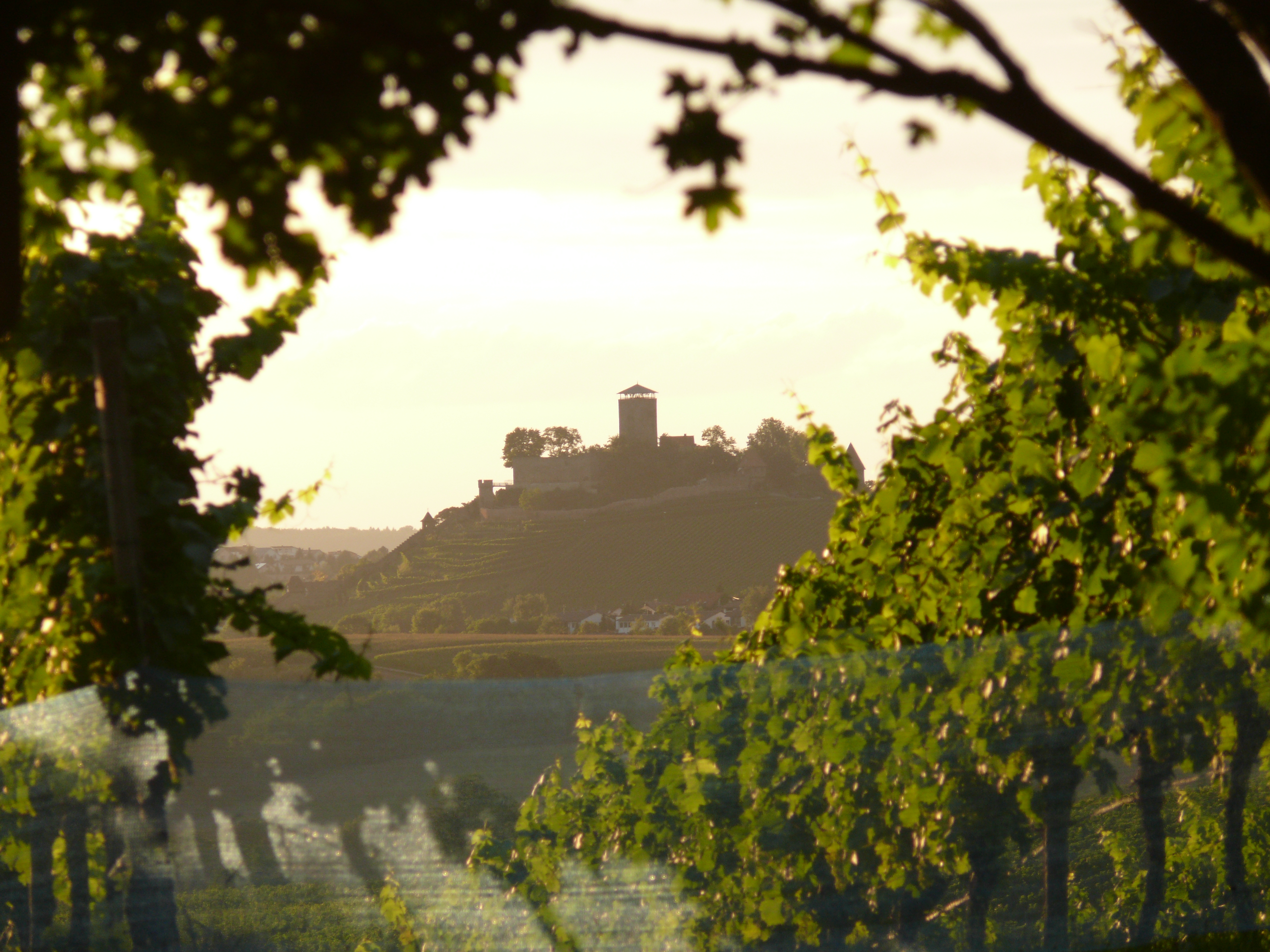
Blick auf die Burg Hohenbeilstein aus den Weinbergen von Oberstenfeld

Burg Hohenbeilstein wurde um 1070/1080 errichtet, Bergfried und Ringmauer erhielt sie um 1200. Um 1150 wird erstmals ein Dietherich von Bilstein genannt, die Burgherren standen vermutlich in verwandtschaftlichen Beziehungen zu den Grafen von Vaihingen und Löwenstein und ihr Besitz ging bei ihrem Aussterben nach 1234 an die Markgrafen von Baden über. In einer Urkunde aus dem Jahr 1245 wird der Ort Beilstein erstmals erwähnt, der sich wohl im Hochmittelalter als Burgweiler unterhalb der Burg Hohenbeilstein entwickelte und damit jünger als die meisten anderen heute zur Stadt Beilstein zählenden Weiler ist. Vermutlich in der Zeit Markgrafs Rudolf I. von Baden zwischen 1250 und 1288 wurde Beilstein zur Stadt erhoben und als solche 1304 erstmals bezeichnet. Die Stadt gelangte in den Besitz von Graf Eberhard I. von Württemberg, von diesem an die Grafen von Asperg und von diesen 1340 zurück an Württemberg. Die Grafen Ulrich IV. und Eberhard II. der Greiner übereigneten die Stadt 1361 Kaiser Karl IV., der sie ihnen als böhmisches Lehen zurückübertrug. Bis zum Ende des 18. Jahrhunderts wurde dieses zeitweilig auch verpfändete Lehen bei jedem Regierungsantritt eines Kaisers oder eines württembergischen Grafen bzw. Herzogs jeweils neu vergeben.
Der Bau der Stadtmauer erfolgte im späten 13. oder frühen 14. Jahrhundert. Die Errichtung einer eigenen Pfarrei und die Versorgung der zur Pfarrkirche erhobenen Magdalenenkirche auf dem Schlossberg sowie einer Nikolauskapelle geht überwiegend auf Stiftungen durch Wolf den Gleißenden von Wunnenstein († 9. November 1413) zurück, der von Württemberg verschiedenen Besitz in Beilstein erworben hatte, der von seinen Erben teilweise wieder an Württemberg zurückging.
In der zweiten Hälfte des 15. Jahrhunderts wurde der Württembergische Landgraben als württembergische Grenzbefestigung errichtet, der sich von Beilstein aus rund 31 km nordwestlich bis nach Großgartach erstreckte, bei Beilstein jedoch nach den Geländezugewinnen Württembergs im Pfälzischen Erbfolgekrieg von 1504 (z. B. die Grafschaft Löwenstein) keine Bedeutung als Landesgrenze mehr hatte. Beilstein wurde außerdem zur Amtsstadt. Sitz des jeweiligen württembergischen Vogts war zunächst die Burg, im Verlauf des 16. Jahrhunderts wurde dann ein Amtshaus am Burgberg errichtet.
Die Reformation wurde in Beilstein wie auch in anderen württembergischen Städten 1534/35 vollzogen, wenig später wurde eine 1540 bereits bestehende Lateinschule in der Stadt gegründet.

### Dreißigjähriger Krieg

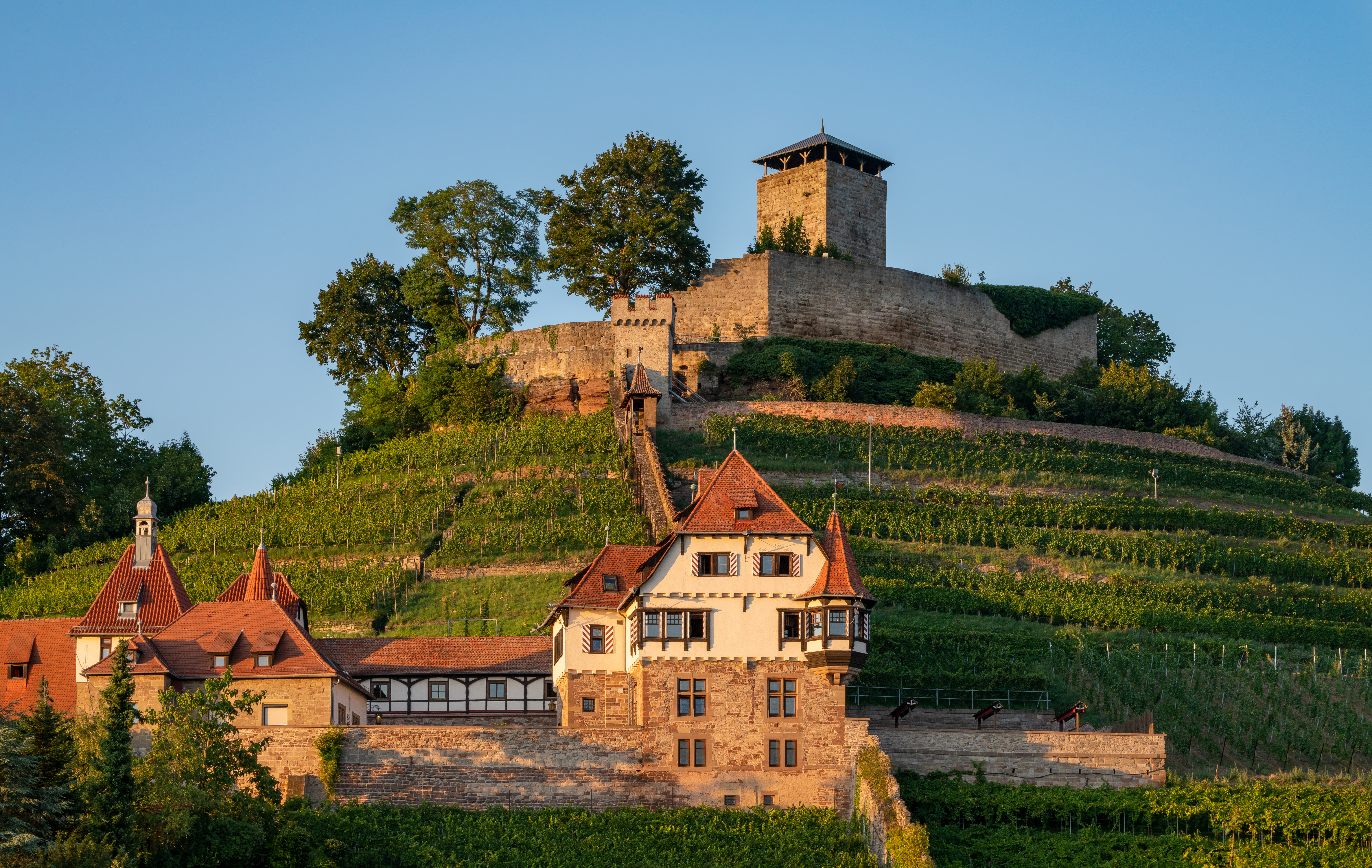
Die Burg Hohenbeilstein und das Untere Schloss

Der Dreißigjährige Krieg 1618 bis 1648 war ein Konflikt um die Hegemonie im Heiligen Römischen Reich und in Europa, in dem sich die habsburgisch-französischen Gegensätze entluden. Er forderte, nicht allein durch Kriegshandlungen, sondern ebenso durch Krankheiten und Seuchen sowie durch von Missernten und Teuerungen verursachten Hungersnöte, große Opfer von der zivilen Bevölkerung. 1622 kamen mit der Schlacht bei Wimpfen erstmals entscheidende Auseinandersetzungen des Krieges in Beilsteiner Nähe.
Erste Klagen wurden laut, als im Januar 1623 beim weimarischen Durchzug ein größerer Schaden durch Einquartierungen von Soldaten und entwendete Pferde entstand. Zwar wurde der Vorfall von der herzoglichen Kanzlei in Stuttgart als erheblich bezeichnet, doch verhindert wurden weitere Einquartierungen nicht. Des Weiteren „erschröcklich“ war es, dass bayerische Soldaten die Wege nach Heilbronn und Schwäbisch Hall besetzten, sodass die durch mehrere Missernten erforderlich gewordenen Getreideeinkäufe nicht mehr getätigt werden konnten. Ab 1628 kam es durch den Einmarsch Wallensteinischer Truppen in Württemberg zu weiteren Einquartierungen und Kriegslasten, wie die 1629 für die Friedländische Soldateska zu leistenden 65 Scheffel Getreide.
Erst die Niederlage der mit dem Herzogtum Württemberg verbündeten Schweden in der Schlacht bei Nördlingen am 6. September 1634 brachte das eigentliche Verderben. Herzog Eberhard III. floh nach Straßburg, woraufhin die siegreichen kaiserlichen Kriegsvölker die Städte und Dörfer beraubten, plünderten und teilweise niederbrannten. Eine erneute Teuerung der Lebensmittel, Hunger und Pest folgten. Die Pflege von Kranken und Verwundeten eines Regimentes (Juni bis November 1635), monatliche Kontributionen (Kriegssteuern) an die kaiserliche Kriegskasse in Stuttgart sowie im Winter 1634/35 an die Soldaten des Feldmarschalls Strozzi, der Bau eines Feldhospitals (Sommer 1636), weitere Einquartierungen (Dezember 1635 – April 1636 und 1638), das Winterquartier der Kompanie des Hauptmannes Mannwalter (Winter '37), sowie kleinere Bestechungssummen verschlangen in den Jahren 1634–1638 einen Gegenwert von über 74.000 Gulden. Die Zahl der Bewohner Beilsteins, die 1622 noch 1.620 betrug, verringerte sich in den folgenden Jahren so stark, dass 1641 von den ehemals 129 Häusern nur noch 39 bewohnbar waren.
Doch auch nachdem Herzog Eberhard III. 1638 den vier Jahre zuvor verlorenen Teil Württembergs vom Kaiser zurückerhalten hatte und somit die Beilsteiner und die Bewohner der umliegenden Dörfer von der Schreckensherrschaft der Sieger befreien konnte, verstummten die Klagen über Kriegsereignisse und die weiterhin zu leistenden Kriegslasten nicht. Eine am 24. Dezember 1639 von Vogt, Bürgermeister und Gericht infolge eines weiteren Einquartierungsbefehls verfasste Bittschrift an die herzogliche Regierung verdeutlicht das Ausmaß des Elends:

„indeme wür alles Viehs, Frucht und Wiens und anderer Mobilien so gar entblöst und biß uffs Markh aufgesogen worden, daß, Gott sey es geklagt, wür…anderst nichts vor unß und zugewartten haben, dan daß wür unser öde Hüttlen mit dem Ruckhen an- und unsere arme Weib und Kinder elendig Hunger sterben und verderben sehen.“

Ab 1640 trat eine gewisse Ruhe ein, in der sich die Einwohnerzahl, größtenteils durch „Ausländische“, wieder erholte. Diese Ruhe wurde aber 1642 durch die Parteinahme Frankreichs für Schweden wieder gestört. So wurden die Beilsteiner in den folgenden Jahren durch Offiziere, Kriegskommissare und Soldaten mit oftmals sehr harten Mitteln dazu veranlasst, in und außerhalb des Landes Schulden aufzunehmen, um die anfallenden Kosten für Einquartierungen, Kontributionen und Unterhaltszahlungen für Hauptmänner samt Gefolge, bezahlen zu können. Durch die vielen auferlegten Lasten kam es oftmals zu Missverständnissen und Konflikten sowohl innerhalb der Bevölkerung Beilsteins, als auch mit Nachbargemeinden wie Oberstenfeld.
Erst der Westfälische Friede im Oktober 1648 ließ das über zwei Jahrzehnte erlittene Leid vergessen, so dass die Menschen mit dem Wiederaufbau ihrer zerstörten Städte und Dörfer sowie der Rekultivierung der wüst liegenden Äcker und Weinberge beginnen konnten. Gab es 1641 nur noch 39 bewohnbare Häuser, so waren es 1655 bereits wieder 117.

### Pfälzischer Erbfolgekrieg

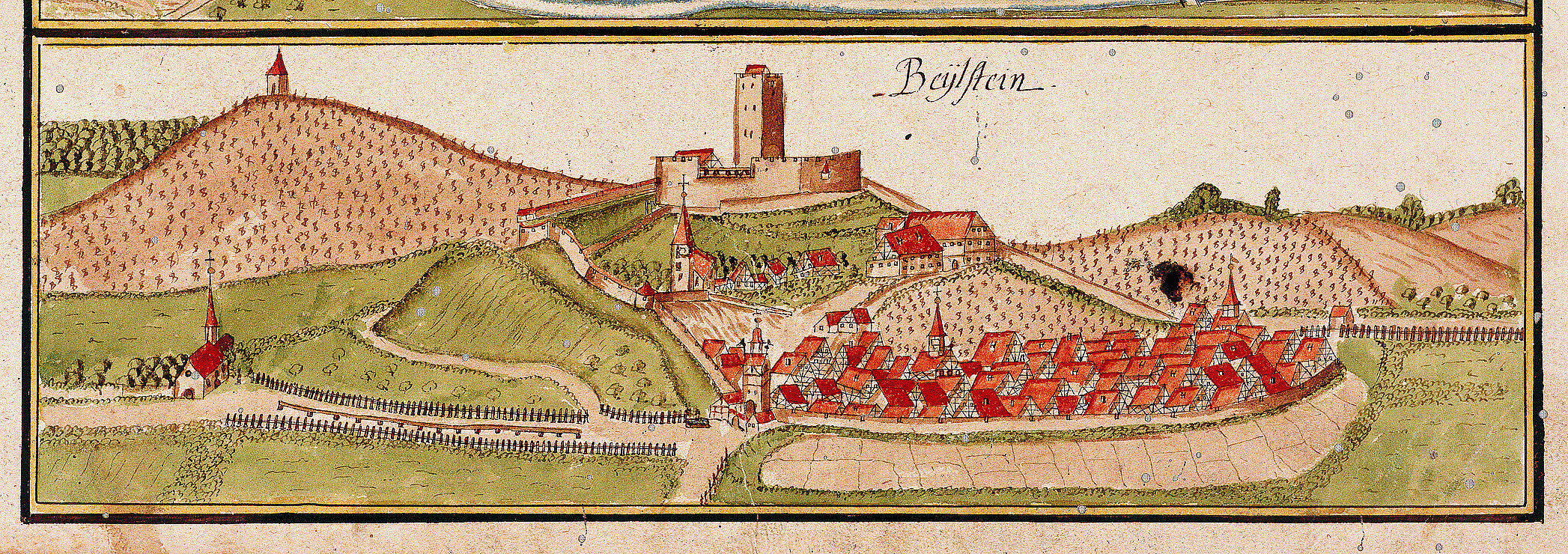
Beilstein in den Forstlagerbüchern Andreas Kiesers (1686)

Im Pfälzischen Erbfolgekrieg kam es ab 1688 zu mehreren Einfällen französischer Truppen nach Württemberg. Ein erster Einfall führte die Franzosen 1688 bis ins nahe Lauffen am Neckar, jedoch konnten württembergische Truppen die Angreifer zunächst wieder außer Landes drängen. Im Sommer 1693 rückten die Franzosen erneut vor, zerstörten am 18. Juli Marbach und rückten danach nach Großbottwar, Oberstenfeld, Beilstein und Auenstein vor. Beilstein wurde fast gänzlich niedergebrannt: 105 Häuser, 30 Scheunen, die Amtsgebäude und die Kelter waren zerstört. Der Ort wurde in den nachfolgenden drei Jahrzehnten gemäß der Bauordnung des württembergischen Baumeisters Matthias Weiß vom 1. Dezember 1693 neu aufgebaut. Von jenem Wiederaufbau künden insbesondere noch das Rathaus und die Alte Kelter. Der Beilsteiner Vogt Johann Jakob Weißmann, der im Juli 1693 entgegen einer herzoglichen Order mit der Bevölkerung vor den Franzosen nach Löwenstein geflohen war, wurde von 1694 bis 1699 nach Balingen strafversetzt. In diese Zeit verwaltete der Großbottwarer Vogt Kapff die Beilsteiner Vogtei mit. Beim Wiederaufbau der Stadt wurde 1699 ein neues Amtshaus unweit des Rathauses erbaut, während die alten Amtsgebäude am Burgberg nur notdürftig wiederaufgebaut wurden.

### Beilstein im 19. Jahrhundert

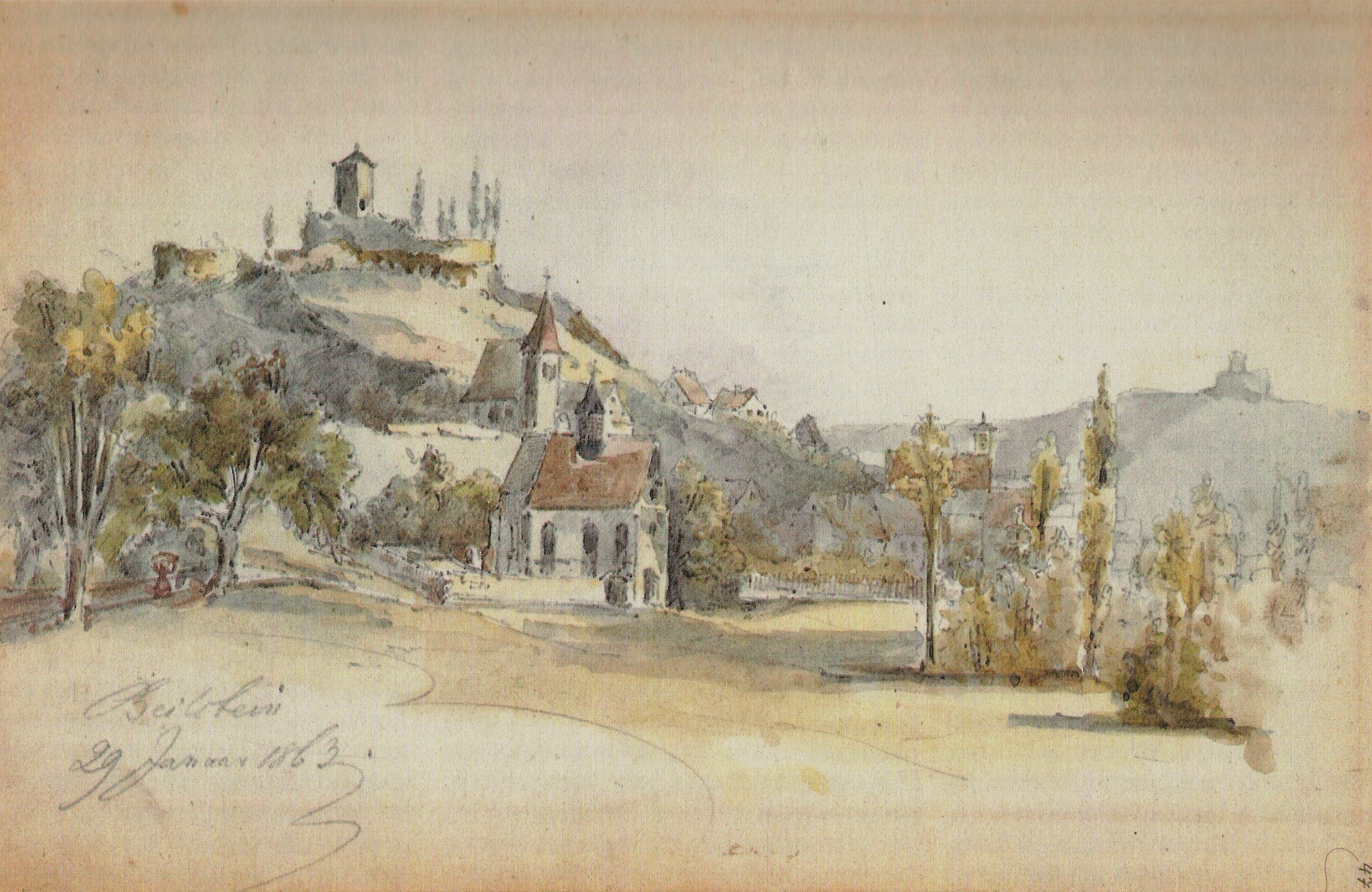
Beilstein von Nordwesten, Carl Veit, Aquarell, 1863

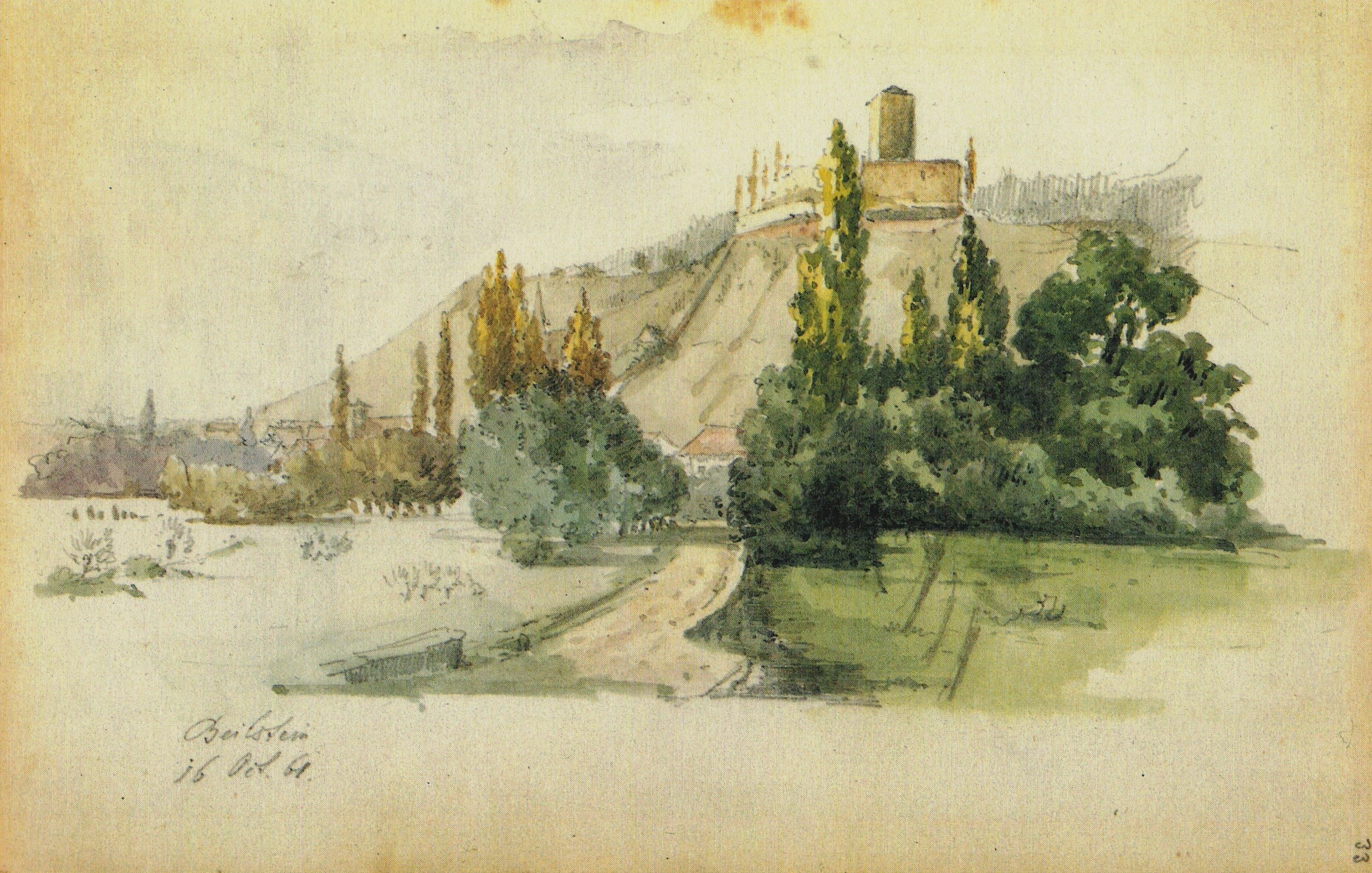
Beilstein von Südwesten, Carl Veit, Aquarell, 1861

Zwischen 1803 und 1806 wurde Beilstein im Zuge der Neuordnung der württembergischen Ämter zum Sitz des Oberamtes Beilstein. Dieses wurde jedoch bereits 1810 wieder aufgelöst und Beilstein gemeinsam mit den meisten der vorigen Amtsorte Teil des Oberamtes Marbach im seit 1806 bestehenden Königreich Württemberg. Um 1840 begann Beilstein, über die mittelalterlichen Stadtgrenzen hinauszuwachsen. Als erstes wurden die Stadttore abgerissen. 1848 wurde eine Postexpedition eingerichtet. Die dennoch vorherrschende Armut führte allein zwischen 1859 und 1869 zu einem Bevölkerungsrückgang von rund 400 Personen, die teils in größere Städte zogen, teils aber auch auswanderten (zwischen 1851 und 1860 sind 67 Auswanderer belegt).
Zur Ergänzung des Streckennetzes der Württembergischen Staatseisenbahnen erfolgte der Bau der Bottwartalbahn, deren erstes Teilstück zwischen Marbach und Beilstein 1894 eröffnete. Die Bottwartalbahn wurde 1899 bis Ilsfeld verlängert und 1900 mit dem letzten Abschnitt nach Heilbronn vollendet. Dies brachte einen gewissen Aufschwung für die an der Strecke gelegenen Orte, jedoch blieb die erwartete Industrieansiedlung weit hinter den Erwartungen zurück. 1907/08 wurde eine öffentliche Wasserversorgung eingerichtet, 1911 erfolgte der Anschluss an das Elektrizitätswerk Beihingen-Pleidelsheim.
In der Zeit um 1900 kaufte der Fabrikant Robert Vollmöller die Burg und den gesamten Burgberg auf. Das heutige Aussehen der wichtigsten Beilsteiner Landmarke geht auf ihn zurück. Er ließ an der Stelle des alten Magdalenenkirchen-Pfarrhauses ein Landhaus erbauen und 1906/08 das alte Amtshaus durch eine herrschaftliche Fabrikantenvilla ersetzen.

### Zeit des Nationalsozialismus

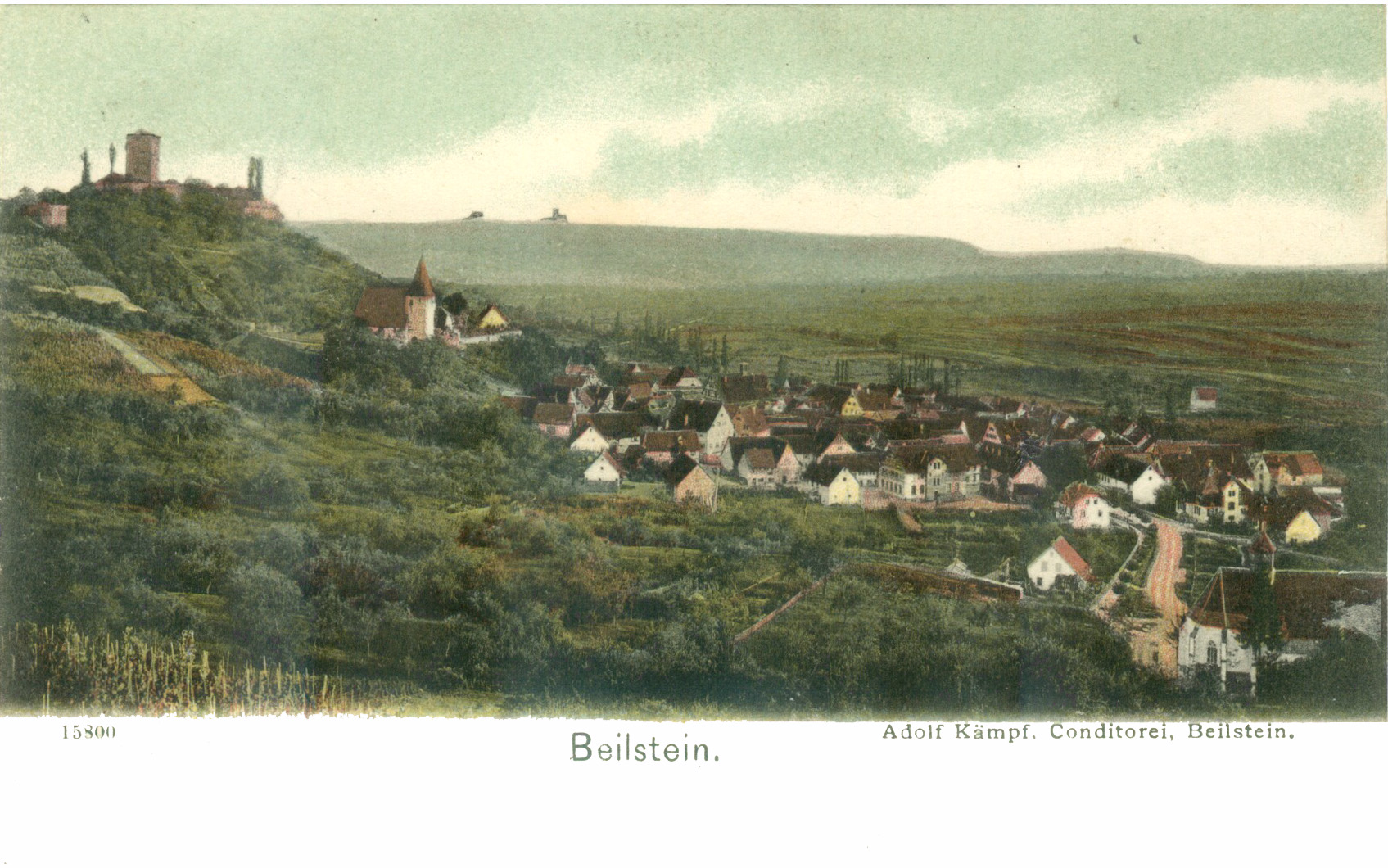
Stadtansicht aus Osten um 1900

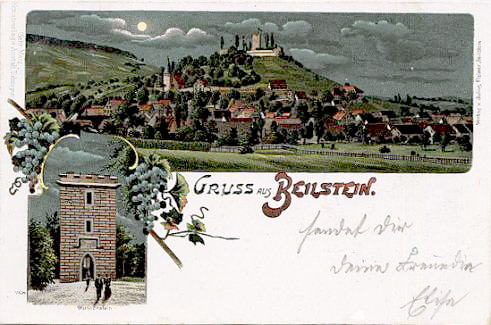
Beilstein um 1900

Wie andernorts fand auch in Beilstein nach 1933 die Gleichschaltung des politischen und gesellschaftlichen Lebens statt. Da in Beilstein keine Juden ansässig waren, kam es zu keinen antisemitischen Ausschreitungen. Von 1933 bis 1937 wurden verschiedene Wehrmachtsabteilungen einquartiert. Am 12. Juli 1935 fand die erste Musterung von Rekruten statt, von 1933 bis 1944 wurden auch Pferde oder Ochsen für ihren Einsatz bei der Wehrmacht gemustert. Ab August 1934 waren für die Gebäude Luftschutzwarte zu bestellen, Mitte Februar 1936 fand die erste Verdunkelungsübung statt. Nach Kriegsausbruch 1939 wurden französische und polnische Kriegsgefangene in Beilstein in das Gasthaus zum Schwanen und in die Schmidhausener Straße 4 einquartiert.
Bei der Verwaltungsreform während der NS-Zeit in Württemberg gelangte Beilstein 1938 zum Landkreis Heilbronn.
Beilstein wurde von Kriegsschäden bis 1944 weitgehend verschont, es erlitt nur drei Jagdbomberangriffe mit geringem Sachschaden. Im Zeitraum von Februar 1944 bis Anfang April 1945 wurden bei weiteren sechs Angriffen insgesamt drei Menschen getötet, sechs verletzt und vier Häuser beschädigt.
Ende März 1945 rückte die Front immer näher an Beilstein und es kam zu Einquartierungen von deutschen Truppen. Am 2. April 1945 wurde ein Hauptverbandsplatz der Ersten Armee in Beilstein eingerichtet, der bereits am 14. April nach Kleinbottwar verlegt wurde. An dessen Stelle wurden deutsche Verteidigungstruppen nach Beilstein verlegt, wodurch der Ort am Nachmittag des 16. April 1945 zum Ziel eines massiven Luftangriffs wurde. Bei diesem Einsatz wurde fast das gesamte Viertel zwischen Entengasse und Bahnhofstraße (insgesamt 40 % aller Gebäude des Ortes) zerstört und Beilstein war damit eine der am stärksten betroffenen Gemeinden in der Umgebung. In der darauffolgenden Nacht bereitete es der Feuerwehr der Stadt größte Schwierigkeiten, die vielen Brandherde unter Kontrolle zu halten, da es nur zwei Motorspritzen gab, von denen eine später wegen Benzinmangels versagte, zu wenig Schlauchmaterial und zu wenig Hilfe aus der Zivilbevölkerung, die sich um ihre eigenen in Flammen stehenden Häuser kümmern wollte.
Als es nach dem 16. April in Beilstein immer noch Widerstand von Seiten der Deutschen gab, änderten die Amerikaner ihre Pläne und versuchten nun das Gebiet um Fohlenberg, Helfenberg und Amalienhof, welches sie „die fünf Finger“ nannten, mit einer sogenannten Umfassungstaktik zu nehmen. Dort gab es einige Todesopfer auf beiden Seiten. Die Deutschen waren im Vorteil, da sie das Gelände kannten. Am Morgen des 19. April 1945 drangen schließlich die ersten amerikanischen Panzer nach Beilstein ein, trotz der Panzersperre, die bei der Sankt-Anna-Kirche verlief. Das Feuer der deutschen Artillerie forderte weitere drei Opfer aus der Zivilbevölkerung. Der Kampf um Beilstein dauerte den ganzen Tag an und erst um 23 Uhr kam es zu den letzten militärischen Handlungen auf beiden Seiten.

### Gegenwart

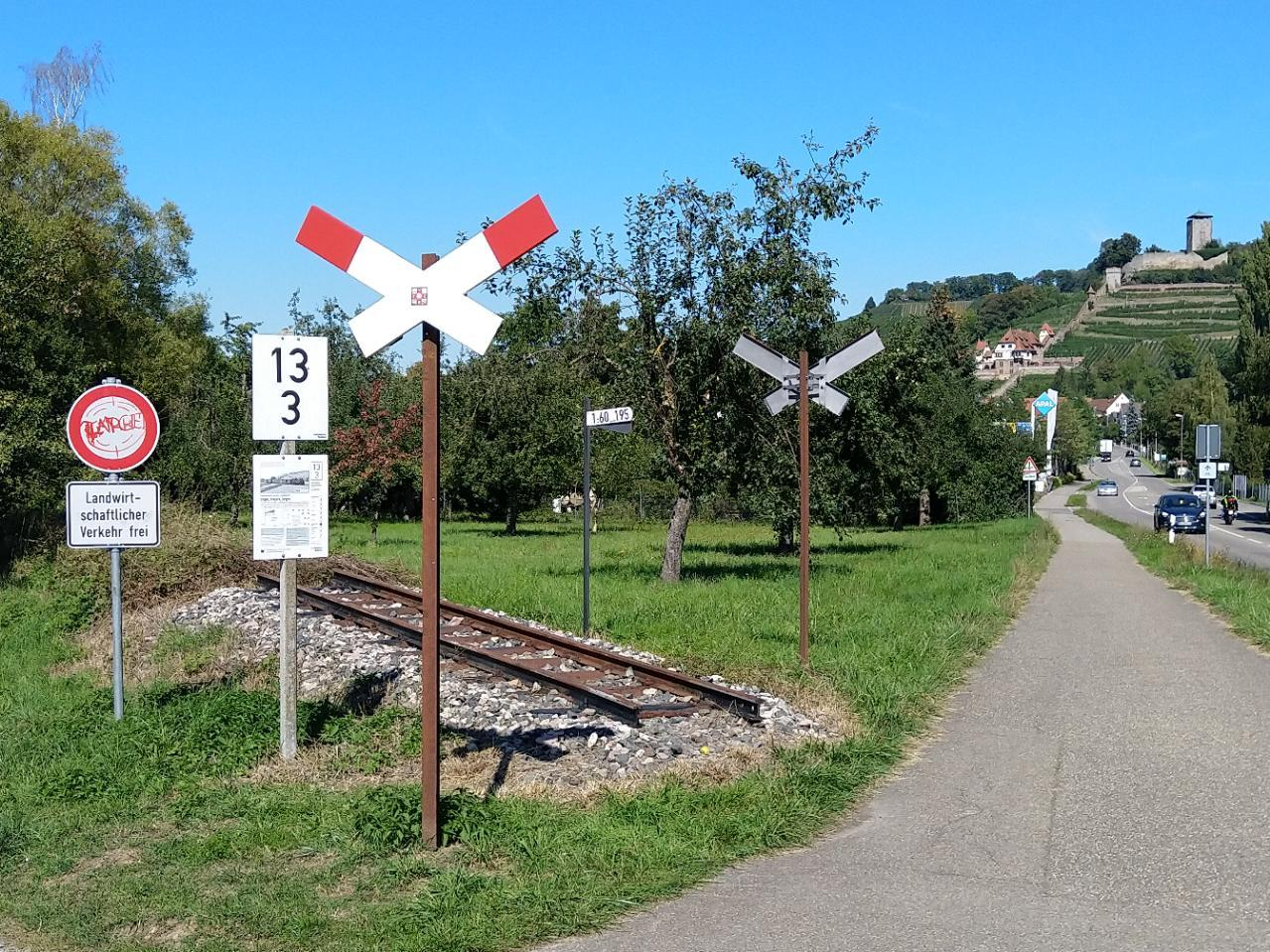
Inszenierte Reste der Bottwartalbahn

1945 wurde Beilstein Teil der Amerikanischen Besatzungszone und gehörte somit zum neu gegründeten Land Württemberg-Baden, das 1952 im jetzigen Bundesland Baden-Württemberg aufging.
Nachdem die Schäden des Zweiten Weltkriegs bis etwa 1955 behoben waren, setzte ein neuerliches Wachstum der Gemeinde ein. Zwischen 1956 und 1971 wurden mehrere Neubaugebiete erschlossen und rund 280 Wohnhäuser mit über 400 Wohneinheiten neu erbaut. Aufgrund einer Eingliederungsvereinbarung vom 15. Januar 1971 wurde die Gemeinde Schmidhausen zum 1. Juli 1971 nach Beilstein eingemeindet.
Nach 1970 wuchs die Bevölkerung weiterhin stark an, da die Stadt durch die Mobilität der Bevölkerung inzwischen auch attraktiv für Pendler nach Heilbronn, Ludwigsburg oder Stuttgart wurde. Bis etwa 1980 wurden daher weitere große Neubaugebiete ausgewiesen. Die durch die Neubautätigkeiten vernachlässigte Innenstadt wurde 1975 in das Landessanierungsprogramm aufgenommen, worauf ab 1982 eine umfangreiche Flächensanierung stattfand, wodurch die Stadtmitte im Wesentlichen ihre heutige Gestalt erhielt.

### Religionen
Beilstein ist seit der Reformation überwiegend evangelisch geprägt, die evangelische Kirchengemeinde gehört zum Kirchenbezirk Marbach der Evangelischen Landeskirche in Württemberg.
Die Stadt besaß anfangs keine eigene Pfarrkirche und war der Pfarrei Ilsfeld-Wunnenstein zugeordnet, die mit der Kirche in Ilsfeld und der Michaelskirche auf dem Wunnenstein zwei Kirchen besaß. Die Michaelskirche war die Mutterkirche für den Umkreis des Wunnensteins, also auch für Beilstein. Durch einen im Jahr 1300 geschlossenen Vertrag ging das Patronatsrecht für diese Pfarrei von Graf Eberhard II. auf den Johanniterorden über. In Beilstein bestand anfangs vermutlich eine Kapelle, spätestens ab 1348 gab es eine Pfarrkirche unter dem Patronat der Johanniter, die Magdalenenkirche am Burgberg. Außerhalb der Stadt gab es zudem eine Nikolauskapelle. 1464/65 wird Beilstein in der Diözesanmatrikel des Bistums Würzburg genannt. Die Stadt lag an der südwestlichen Grenze des Bistums, auch die Kirche auf dem Wunnenstein gehörte noch zu Würzburg, nicht aber der Nachbarort Oberstenfeld, der zum Bistum Speyer zählte.
1534/35 wurde Beilstein mit dem Rest Württembergs reformiert, und jahrhundertelang gab es nur wenige Katholiken in der Stadt und keine katholische Kirchengemeinde. Erster lutherischer Pfarrer Beilsteins wurde 1535 der aus Beilstein gebürtige Reformator Valentin Vannius. Weil die Magdalenenkirche für die zahlreichen Gemeindemitglieder nicht mehr genügend Platz bot, benutzte man für den Gottesdienst ab etwa 1616 die größere Kapelle vor den Stadtmauern, aus der die heutige St.-Anna-Kirche hervorging. Weil diese Kirche turmlos ist, läuten die Glocken der evangelischen Kirchengemeinde bis heute im Glockenturm der Magdalenenkirche, während diese selbst um 1800 als Kirche aufgegeben wurde. Ein geplanter Kirchenneubau, der die St.-Anna-Kirche zur von der Stadt zu unterhaltenden Friedhofskirche gemacht hätte, kam 1980 nicht zustande.
Katholiken gibt es erst durch den Zuzug Heimatvertriebener in der Zeit nach dem Zweiten Weltkrieg wieder in größerer Zahl in Beilstein. Sie werden von der Pfarrei Großbottwar in der Diözese Rottenburg-Stuttgart betreut. Zusammen mit den Katholiken Oberstenfelds feierten sie zunächst in der Oberstenfelder Peterskirche ihre Gottesdienste, bis diese zu klein wurde und 1961 in Oberstenfeld die Herz-Jesu-Kirche neu erbaut wurde.
Die Evangelisch-methodistische Kirche ist seit 1863 in Beilstein vertreten und weihte 1868 eine erste Kapelle in der Stadt ein. 1874 wurde die Bezirksgemeinde Beilstein-Happenbach gebildet. Die 1945 zerstörte Kapelle wurde 1949 durch die neu erbaute Christuskirche ersetzt.
Ab 1957 war auch die Spätregen-Mission in Beilstein ansässig, eine der Pfingstbewegung zuzurechnende christliche Glaubensrichtung, die unter den Buren Südafrikas entstand. Um ihr Glaubenshaus Libanon im Südwesten Beilsteins entwickelte sich eine Missionssiedlung, die rund 2,5 Hektar groß war und in der Stand 1983 über 200 Personen ständig wohnten. Das Glaubenszentrum in Beilstein war die europäische Zentrale der Spätregen-Mission und wurde nach der 2020 angemeldeten Insolvenz der als eingetragener Verein organisierten Glaubensrichtung vom Insolvenzverwalter 2021 an die Stadt Beilstein verkauft.

### Einwohnerentwicklung
Die Einwohnerzahlen sind Volkszählungsergebnisse (¹) oder amtliche Fortschreibungen des Statistischen Landesamtes Baden-Württemberg (nur Hauptwohnsitze).
| Jahr                 | Einwohnerzahlen |
| -------------------- | --------------- |
| 3. Dezember 1871 ¹   | 2079            |
| 1. Dezember 1900 ¹   | 2122            |
| 17. Mai 1939 ¹       | 2236            |
| 13. September 1950 ¹ | 2483            |
| 6. Juni 1961 ¹       | 2910            |
| 27. Mai 1970 ¹       | 3607            |
| 31. Dezember 1980    | 4723            |

| Jahr              | Einwohnerzahlen |
| ----------------- | --------------- |
| 31. Dezember 1990 | 5705            |
| 31. Dezember 1995 | 6265            |
| 31. Dezember 2000 | 6101            |
| 31. Dezember 2005 | 6138            |
| 31. Dezember 2010 | 6063            |
| 31. Dezember 2015 | 6178            |
| 31. Dezember 2020 | 6224            |

## Politik

### Gemeinderat
Der Gemeinderat in Beilstein besteht aus den gewählten 18 ehrenamtlichen Gemeinderäten und der Bürgermeisterin als Vorsitzende. Die Bürgermeisterin ist im Gemeinderat stimmberechtigt. 
Die Kommunalwahl am 9. Juni 2024 führte zu folgendem Endergebnis.
| Parteien und Wählergemeinschaften | Parteien und Wählergemeinschaften                          | % 2024  | Sitze 2024 | % 2019 | Sitze 2019 |
| FWV                               | Freie Wählervereinigung Beilsteiner Bürgerinnen und Bürger | 31,43   | 5          | 37,1   | 7          |
| BB                                | Bürgerliste Beilstein, Wir für Beilstein                   | 26,65   | 5          | –      | –          |
| IB                                | Initiative Beilstein                                       | 20,59   | 4          | 11,0   | 2          |
| SPD                               | Sozialdemokratische Partei Deutschlands                    | 9,04    | 2          | 11,2   | 2          |
| FDP                               | Freie Demokratische Partei                                 | 12,29   | 2          | 16,9   | 3          |
| CDU                               | Christlich Demokratische Union Deutschlands                | –       | –          | 23,8   | 4          |
| gesamt                            | gesamt                                                     | 100,0   | 18         | 100,0  | 18         |
| Wahlbeteiligung                   | Wahlbeteiligung                                            | 68,03 % | 68,03 %    | 68,6 % | 68,6 %     |

### Bürgermeister
Bei der Wahl am 11. April 2021 wurde Barbara Schoenfeld im 2. Wahlgang mit nur 18 Stimmen Vorsprung zur neuen Bürgermeisterin gewählt. Ihre Vorgänger waren von 2012 bis Ende Februar 2021 Patrick Holl, und davor Günter Henzler, der seit 1987 im Amt war.

### Wappen und Flagge
Die Blasonierung des Beilsteiner Wappens lautet: In Rot ein sechskantiger, gegrateter silberner Stein, rundum besteckt mit drei (2:1) darin eingehauenen silbernen Spitzhämmern (Beilen). Die Stadtfarben sind Weiß-Rot.
Die Beilsteiner Siegel zeigen bis zur Mitte des 17. Jahrhunderts nur einen als Beil verstandenen Spitzhammer, der auch das (im Kieserschen Forstlagerbuch von 1685 belegte) Beilsteiner Fleckenzeichen war; in Siegeln von 1579 bis 1641 ist die leere Fläche um den Hammerstiel mit Rosen bestreut. Eine farbige Zeichnung von 1535 zeigt dagegen bereits „dry stain vnd dry mawerhemmer in eim rotten Feld“. In dieser Form wurde das Wappen noch bis zu Beginn des 17. Jahrhunderts dargestellt. Seit etwa 1583 setzte sich das heutige redende Wappen mit drei Hämmern in einem sechs- oder dreikantigen Stein durch, wobei die Farbe der Hämmer wechselte; seit 1652 ist diese Form auch in den Stadtsiegeln belegt. Briefverschlusssiegel von 1693 bis 1788 hatten zusätzlich einen Engel als Schildhalter. Der Beilsteiner Gemeinderat legte am 5. Februar 1930 die jetzige Form des Wappens endgültig fest.

### Städtepartnerschaft
Seit 1984 unterhält Beilstein eine Partnerschaft mit der französischen Stadt Pontault-Combault im Großraum Paris (Département Seine-et-Marne, Region Île-de-France).

## Kultur und Sehenswürdigkeiten
Beilstein liegt an der Württemberger Weinstraße, die durch alle württembergische Weinregionen an vielen Sehenswürdigkeiten vorbeiführt.

### Bauwerke

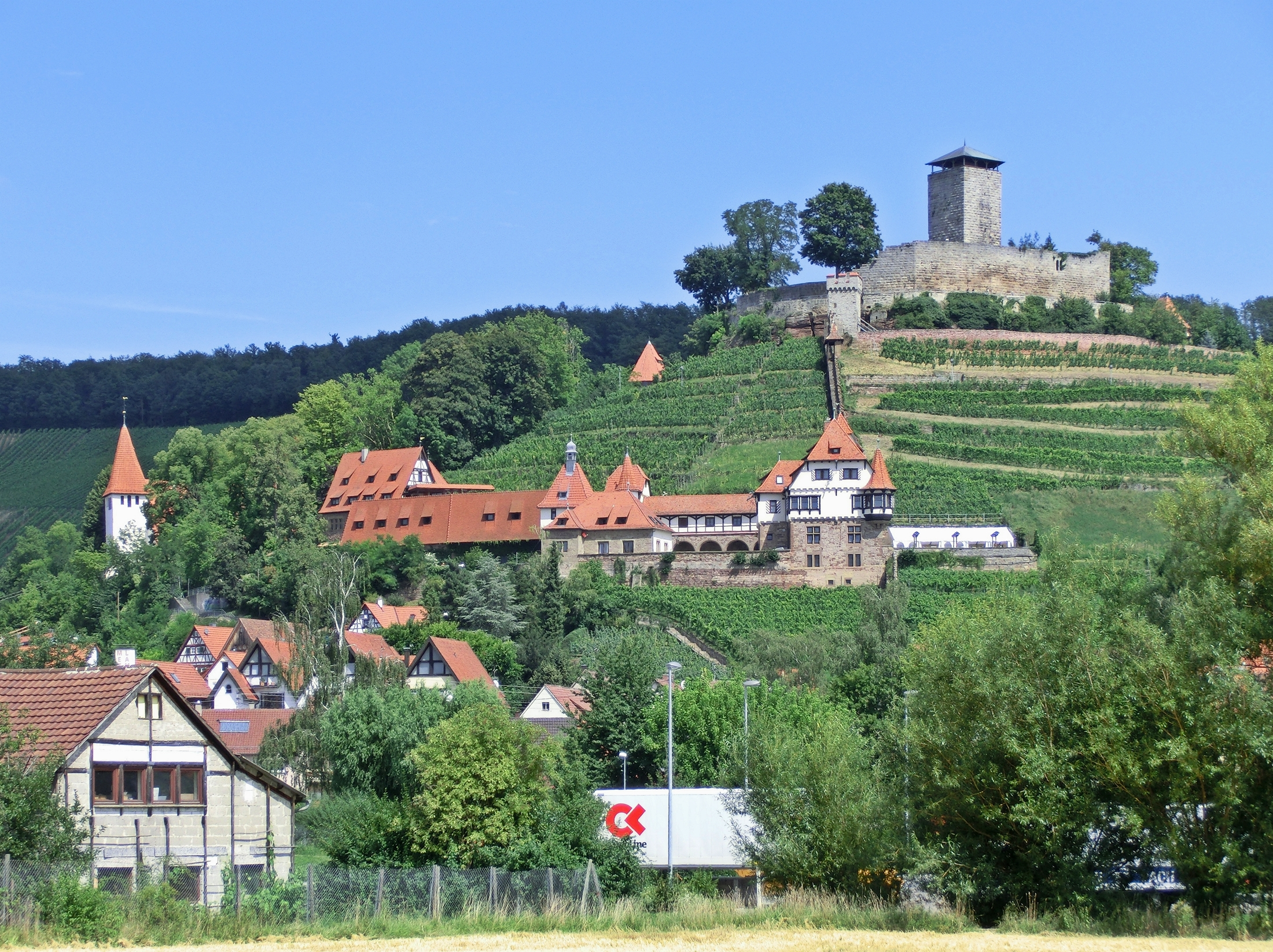
Burg Hohenbeilstein, Unteres Schloss und Magdalenenkirche

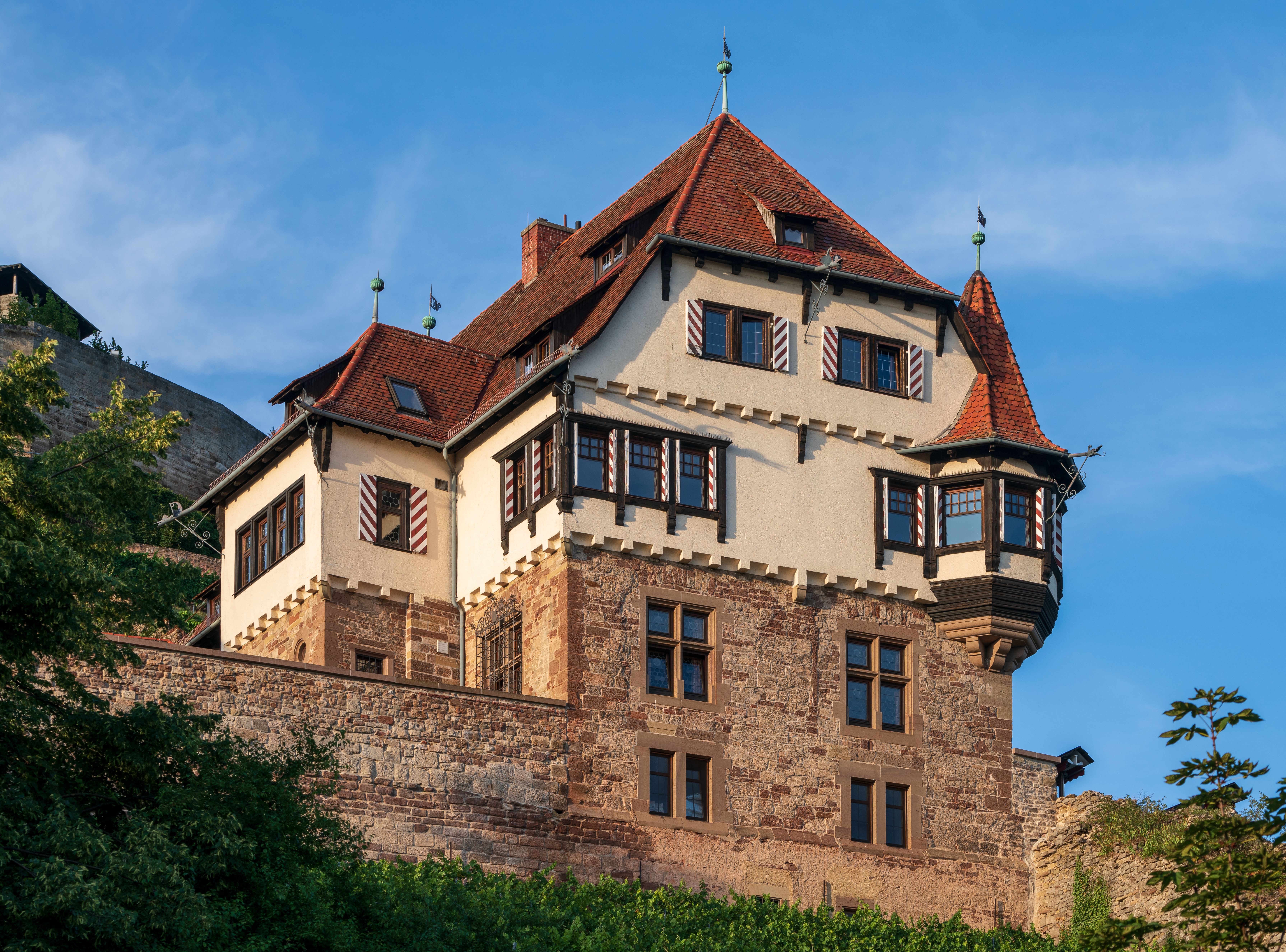
Unteres Schloss

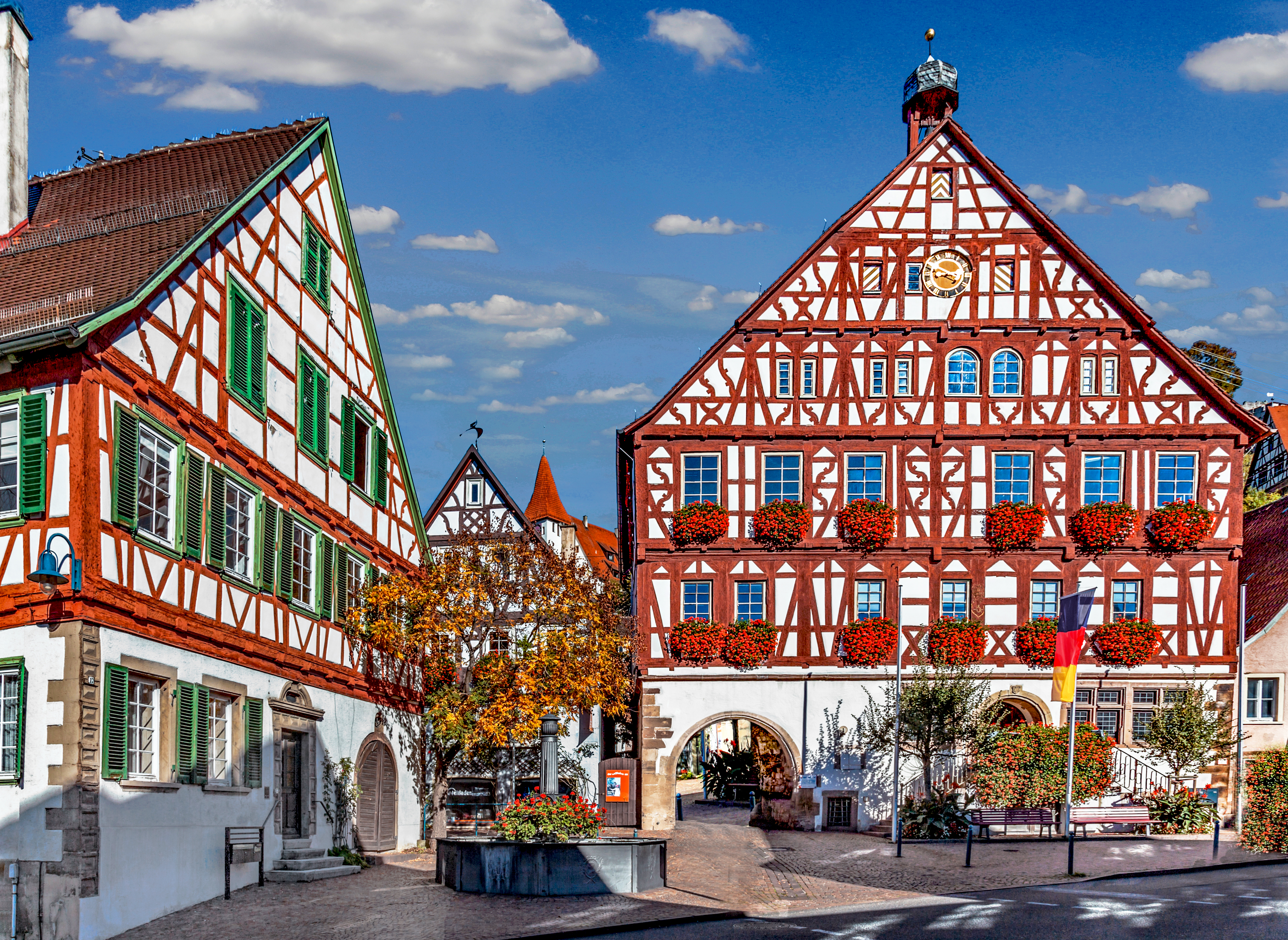
Rathaus Beilstein

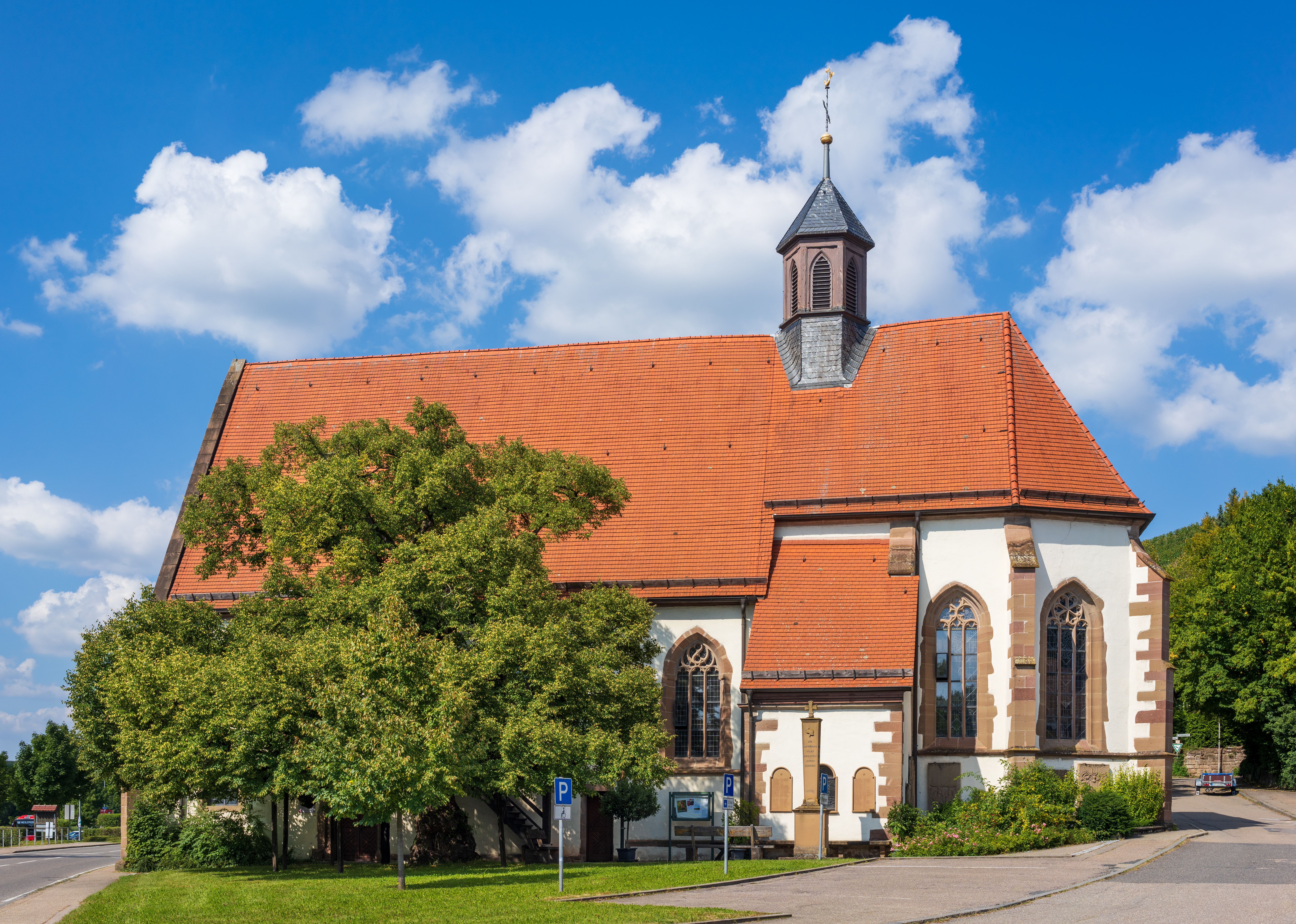
Sankt-Anna-Kirche

Oberhalb von Beilstein liegt die im 11. Jahrhundert erbaute Burg Hohenbeilstein, die bereits im 16. Jahrhundert zerfiel. Die Ruine kam 1898 in den Besitz des Unternehmers Robert Vollmöller, der Teile der Anlage wiederherstellen ließ. Die Burg ist seit 1960 im Besitz der Stadt und beherbergt heute ein Schlossrestaurant und eine Falknerei.
Auf halber Höhe zwischen Burg und Stadt befindet sich das Untere Schloss. Dieses wurde nach Plänen von Albert Benz um 1905 ebenfalls von Vollmöller errichtet und befindet sich an der Stelle des um 1577 erbauten Amtshofes, der nach der Zerstörung 1693 nur sehr dürftig wiederhergestellt worden war. Die Burganlage und das Untere Schloss sowie die angrenzenden Gebäude sind durch eine gemeinsame Schenkelmauer verbunden. Das Untere Schloss ist seit 1957 Tagungsstätte der Evangelischen Landeskirche („Haus der Kinderkirche“), die seit 1959 im Besitz des Hauses ist. Neben dem Schloss befindet sich die Burgkelter.
Die Magdalenenkirche, die ebenso auf halber Höhe zwischen Burg und Ort liegt, ist in spätromanischer Zeit entstanden und war Grablege der Herren von Wunnenstein. 1805 wurde die Kirche jedoch als Pfarrkirche aufgegeben und diente danach unter anderem als Lazarett, Munitionslager und Turnhalle und zerfiel schließlich. 1850 wurde der Chor abgebrochen, 1955 die Kirche mitsamt dem benachbarten ehemaligen Pfarrhaus zum Jugendheim umgebaut.
Das Rathaus ist ein barockes Fachwerkhaus mit reichem Ziergiebel. Es wurde nach der Zerstörung von 1693 in der Zeit von 1703 bis 1710 auf älteren Fundamenten errichtet. Das benachbarte Stadt- und Amtsarchiv (Hauptstraße 21) wurde besonders brandsicher erbaut und weist zwei Gewölbe übereinander auf. Vom Wiederaufbau nach 1693 zeugen weitere Gebäude der Stadt, darunter die Alte Schmiede (Hauptstraße 25), die im Kellerbogen auf 1694 datiert ist, das Alte Amtshaus (Hauptstraße 34) von 1699, das Haus des Vogtes Weißmann (Innere Burgstaffel 6) um 1700 sowie das Helferhaus (Helfergasse 1). Auch die Alte Kelter wurde 1698 am Platz einer älteren abgebrannten Kelter erbaut und bis um 1970 für Weinbauzwecke genutzt. Seit der Sanierung um 1980 hat die Kelter nach Süden hin offenes Fachwerk.
Das Haus der Ehrbahrkeit (Hauptstraße 24) entstand als Wohnhaus des Stadt- und Amtsschreibers Dillenius im Jahr 1725. Später hat möglicherweise der Philosoph Immanuel Niethammer darin gewohnt. Im 19. Jahrhundert war es das Wohnhaus des Theologen und Lyrikers Julius Krais.
Die Sankt-Anna-Kirche wurde um 1470 vermutlich anstelle einer älteren Nikolauskapelle erbaut und ist seit zirka 1800 Gemeindekirche. Die Kirche wurde 1988–1990 umfassend renoviert und erhielt neue Glasfenster nach Entwürfen von Rudolf Yelin d. J.
Zu den weiteren Sehenswürdigkeiten der Stadt zählen die ehemalige Stadtscheune und Kelter (Hauptstraße 49), die einen Inschriftenstein mit Lebensmittelpreisen des Jahres 1585 trägt, und das ehemalige evangelische Pfarrhaus (Schlossstraße 40) von 1669, das als eines der wenigen Gebäude den Brand von 1693 überdauert hat. Sehenswert sind außerdem verschiedene typische historische Gebäudeformen wie das spätbarocke Handwerkerhaus an der Äußeren Burgstaffel 2, das Ackerbürgerhaus in der Entengasse 15 sowie die Fachwerkscheune von 1749 in der Burgstraße 12.

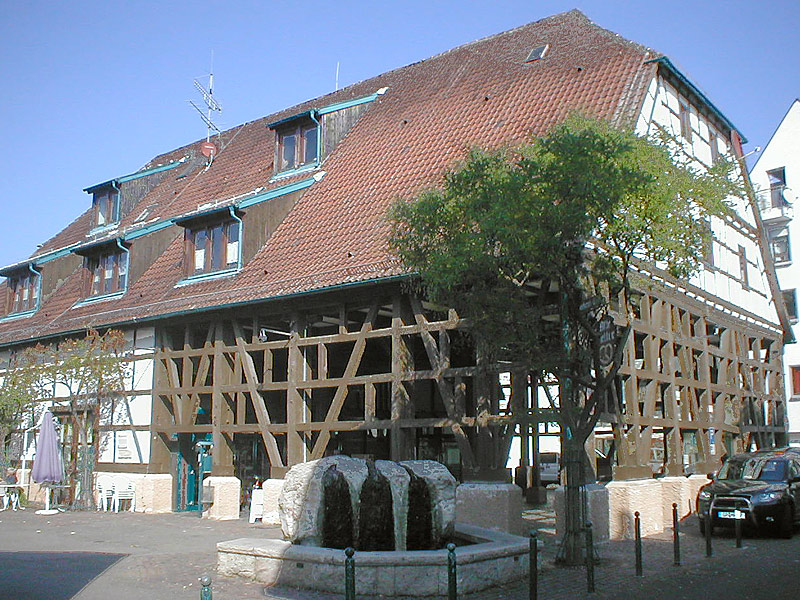
Alte Kelter
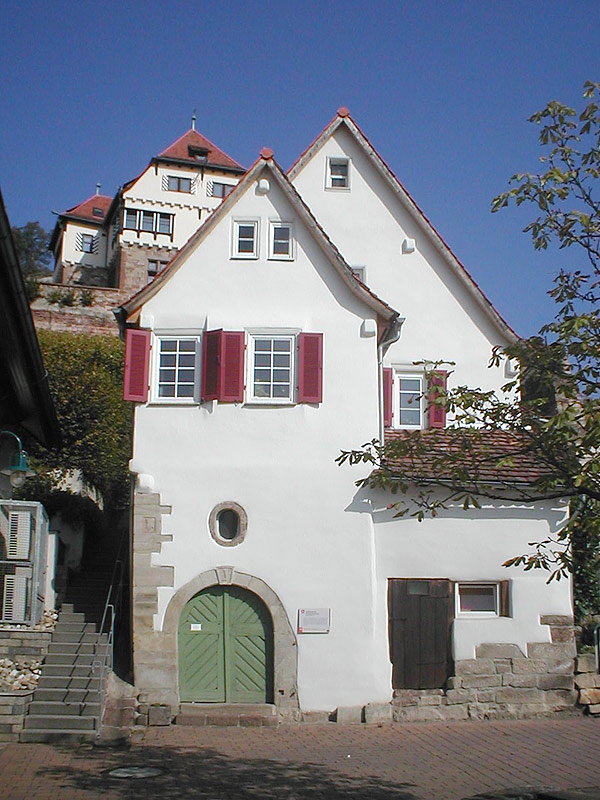
Handwerkerhaus
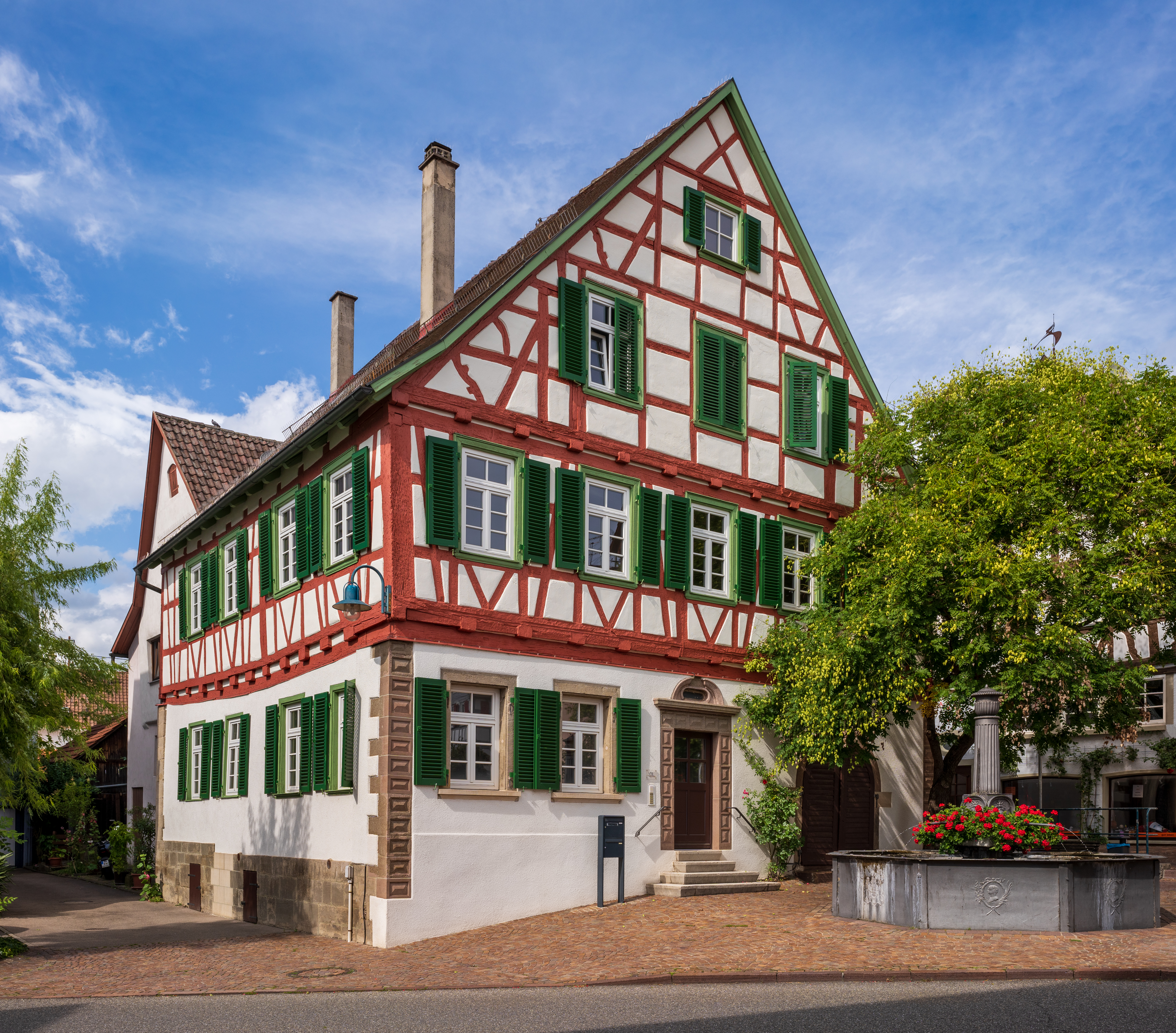
Hauptstr. 17

Seit 2004/05 lädt ein historischer Rundgang Besucher ein, Beilstein samt Umgebung zu entdecken. In den Weilern und Stadtteilen gibt es weitere historische Gebäude. Im Teilort Billensbach ist zudem die moderne Johanneskirche mit ihren künstlerischen Glasfenstern von Peter Jakob Schober, Rudolf Yelin u. a. zu besichtigen.

### Natur

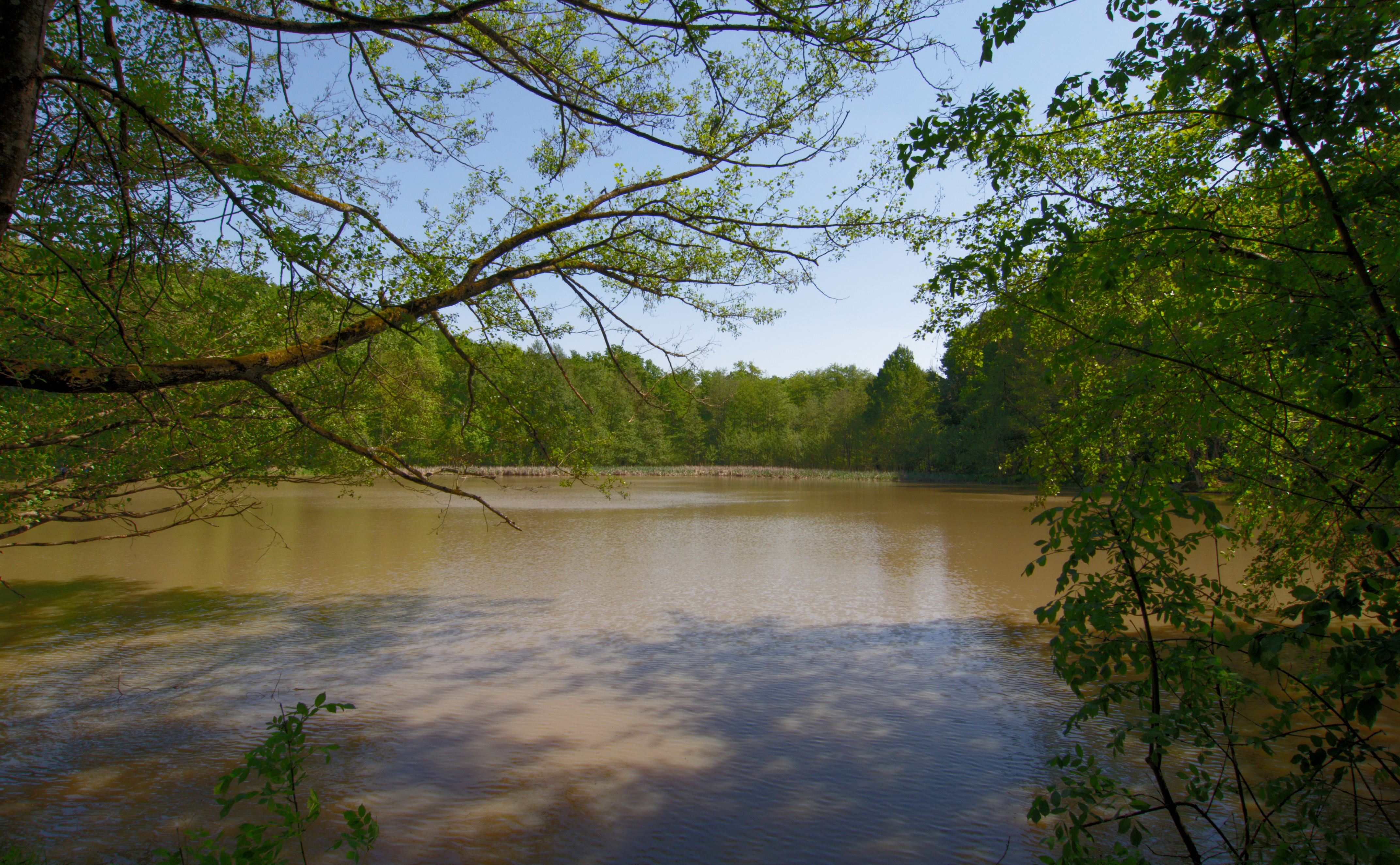
Annasee

Nordöstlich von Beilstein befindet sich im Stadtwald der natürlich angestaute Annasee.

### Sport und Freizeit
Die DLRG Oberes Bottwartal bietet Schwimm-/Rettungschwimmausbildung im Mineralfreibad Oberes Bottwartal und im Hallenbad Beilstein an. Der Sport- und Gesangverein TGV Eintracht Beilstein bietet Handball, Fußball, Schwimmen und andere Sportarten an. Es gibt auch ein selbst verwaltetes Jugendhaus.

### Regelmäßige Veranstaltungen
Beim Weinbergfest unterhalb der Burg Hohenbeilstein, jedes Jahr am Wochenende nach dem 20. Juli, werden vier Tage lang die Beilsteiner Weine und Sekte vorgestellt.
Ein Stadtfest im Juni sowie der Andreasmarkt am Samstag vor dem 1. Advent finden ebenso einmal im Jahr statt wie seit kurzem der Bottwartal-Marathon, ein Lauf durch das Bottwartal.

## Wirtschaft und Infrastruktur

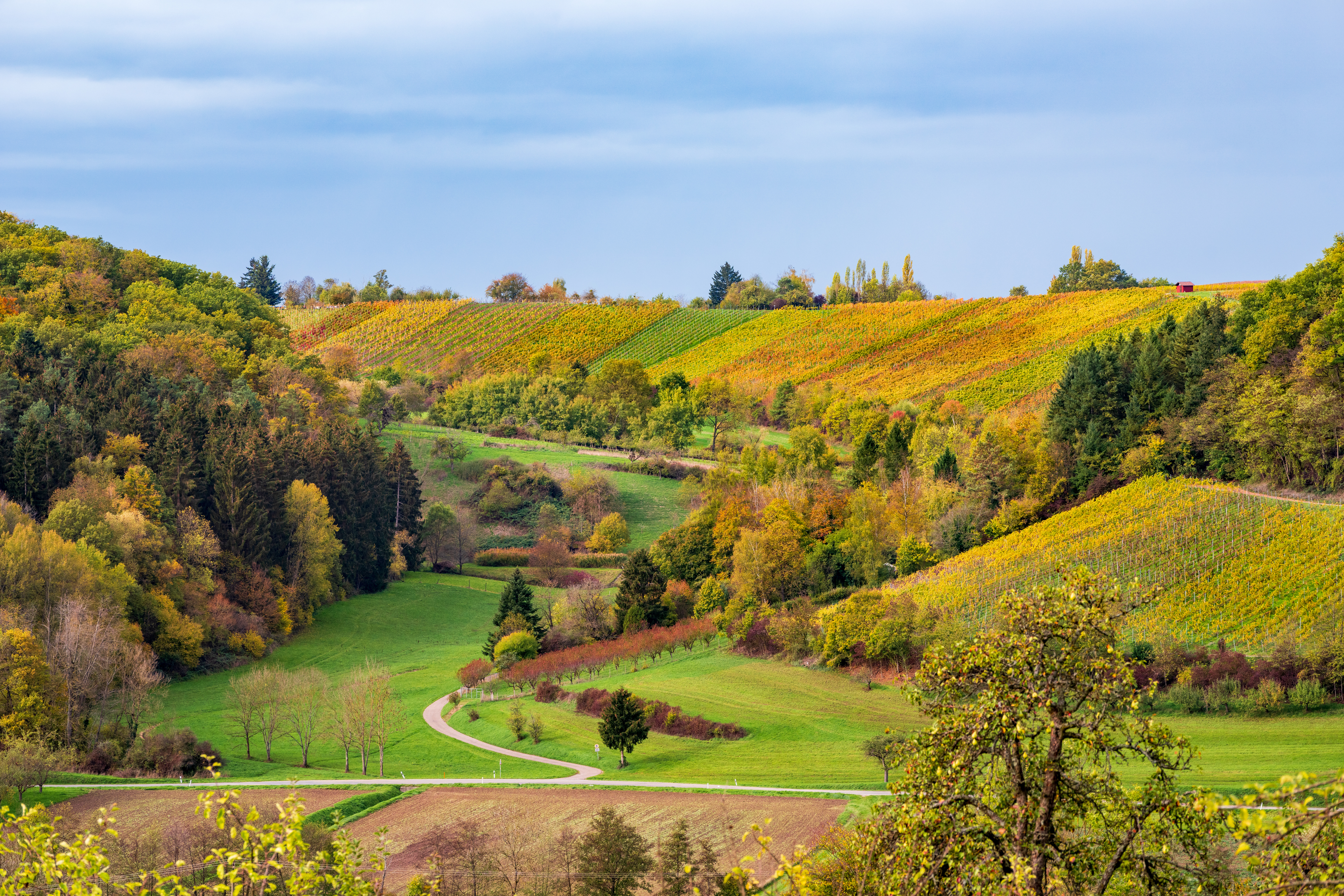
Weinberge im Bernbachtal bei Schmidhausen

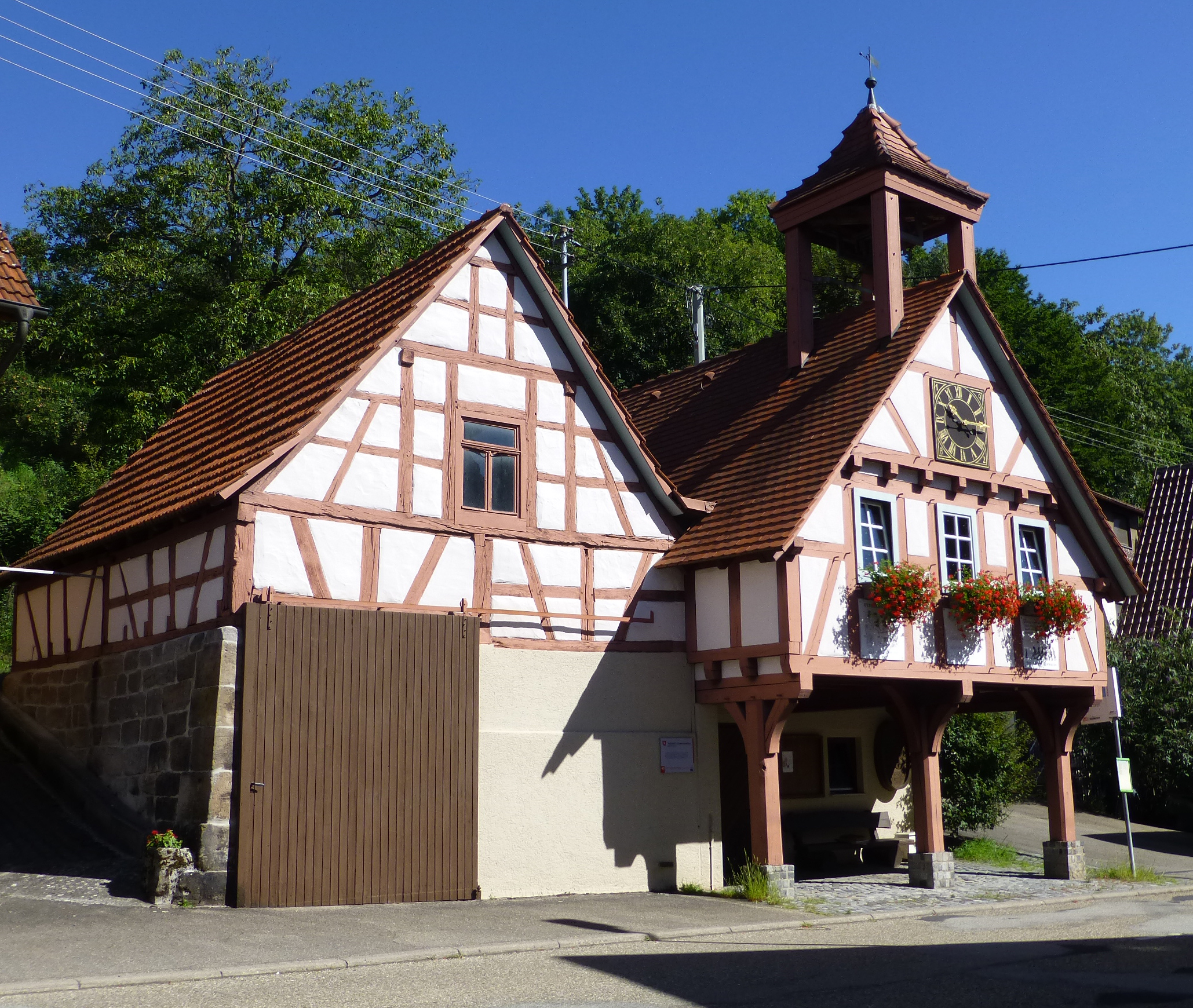
„Kelterle“ in Etzlenswenden

### Weinbau
Über die Region hinaus ist Beilstein bekannt durch seinen Wein. Vor allem Riesling, Trollinger und Lemberger werden hier auf rund 200 Hektar Weinbaufläche angebaut. Im Zuge der Rebflurbereinigung von 1966 bis 1980 wurden über 120 Hektar Rebflächen neu geordnet. Die Lagen gehören zur Großlage Wunnenstein im Bereich Württembergisch Unterland. Bis in die jüngere Vergangenheit war der Weinbau die Haupterwerbsquelle der Bevölkerung.

### Verkehr
Beilstein verfügte von 1894 bis 1968 über einen Bahnhof an der Bottwartalbahn, der Schmalspurstrecke von Marbach am Neckar nach Heilbronn Süd, deren Dampflokomotiven im Volksmund „Entenmörder“ genannt wurden. Die Königlich Württembergischen Staats-Eisenbahnen erbauten das Bahnhofsgebäude als Einheitsbahnhof vom Typ IIIa.
Auf großen Teilen der ehemaligen Bahntrasse verlief nach Demontage der Gleise zwischenzeitlich der Alb-Neckar-Radweg (Eberbach–Ulm). Inzwischen verläuft dort der Württemberger Weinradweg, der zwar von Steinheim an der Murr über Oberstenfeld nach Beilstein und weiter über Ilsfeld bis Talheim auf derselben Strecke verläuft, von dort aber nicht weiter nach Heilbronn führt, sondern nach Lauffen am Neckar abzweigt. Insgesamt führt er von Rottenburg am Neckar nach Niederstetten.
Beilstein wird von Buslinien des VVS ab Marbach und des H3NV ab Heilbronn angefahren.

### Medien
Über das Geschehen in Beilstein berichten die Tageszeitungen Heilbronner Stimme (in ihrer Ausgabe SO, Süd-Ost), Marbacher Zeitung/Bottwartalbote (eine Nebenausgabe der Stuttgarter Nachrichten) und Ludwigsburger Kreiszeitung. Jeden Freitag erscheint zudem das von der Stadt Beilstein herausgegebene Mitteilungsblatt.

### Öffentliche Einrichtungen
- Das Mineralhallenbad Beilstein mit einem 25-m-Schwimmbecken, Kinderbereich und angeschlossener Sauna ist von Mitte September bis Mitte Mai geöffnet.
- Das Mineralfreibad Oberes Bottwartal wird in Kooperation mit der Nachbargemeinde Oberstenfeld betrieben und ist von Anfang Mai bis Mitte September geöffnet. Es stehen über 1000 Parkplätze zur Verfügung.

### Ver- und Entsorgung
Beilstein hat eine eigene Kläranlage, ein eigenes Wasserwerk, einen eigenen Recyclinghof sowie einen eigenen Häckselplatz für Gartenabfälle etc.

### Bildung
Zu den örtlichen Schulen gehören die Grundschule Langhansschule (benannt nach dem „Langhans“, dem Bergfried der Burg Hohenbeilstein), früher eine Grund- und Hauptschule, und das Herzog-Christoph-Gymnasium Beilstein. Die Stadt unterhält eine eigene Volkshochschule.

## Persönlichkeiten

### Söhne und Töchter der Stadt
- Valentin Vannius (1495–1567), Reformator
- Matthäus Braun (1737–1819), Dichter
- Immanuel Niethammer (1766–1848), bayerischer Oberstudien- und Oberkirchenrat
- Julius Krais (1807–1878), Pfarrer und Dichter
- Albert Baur (1829–1919), württembergischer Oberamtmann
- Paul Hocheisen (1870–1944), Generaloberstabsarzt, Reichstagsabgeordneter
- Paul Scherer (1876–1940), Oberbürgermeister von Tuttlingen
- Richard Wegler (1906–1999), Chemiker, Direktor des wissenschaftlichen Forschungslabors im Bayer-Werk Elberfeld
- Erich Klotz (1907–1962), Rechtsanwalt und Oberbürgermeister von Geislingen an der Steige
- Hermann Ehmer (* 1943), evangelischer Theologe und Archivar

### Persönlichkeiten, die in Beilstein gewirkt haben
- Graf Ulrich II. von Asperg und Beilstein (* vor 1283; † 1341)
- Alfred Lörcher (1875–1962), Bildhauer und Medailleur, lebte von 1941 bis 1951 im Ortsteil Billensbach (Taufstein der Johanneskirche in Billensbach)
- Mathilde Vollmoeller-Purrmann (1876–1943), Malerin und Tochter des Unternehmers Robert Vollmoeller, der u. a. die Beilsteiner Burg wiederaufbauen ließ, lebte 1914 bis 1916 zusammen mit ihrem Mann, dem Maler Hans Purrmann, in Beilstein;[19] zumindest er malte in dieser Zeit die Stadt Beilstein und Landschaftsmalereien der Umgebung
- Peter Jakob Schober (1897–1983), Maler, lebte 40 Jahre lang im Ortsteil Billensbach (Entwürfe für drei Glasfenster in der Johanneskirche in Billensbach)
- Rudolf Yelin der Jüngere (1902–1991), Glasmaler, lebte im Ortsteil Etzlenswenden (Entwürfe für die Glasfenster in der Sankt-Anna-Kirche und ein Glasfenster samt Sgraffito in der Johanneskirche in Billensbach).
- Kai Gotthardt (* 1995), Dartspieler